# 31512 Koyyalagunta
31512 Koyyalagunta è un asteroide della fascia principale. Scoperto nel 1999, presenta un'orbita caratterizzata da un semiasse maggiore pari a 2,5831646 UA e da un'eccentricità di 0,0492719, inclinata di 4,94988° rispetto all'eclittica.